# Nikolaj Pankin
Nikolaj Ivanovitj Pankin (ryska: Николай Иванович Панкин), född 2 januari 1949 i Moskva, Sovjetunionen, död 13 oktober 2018 i Murom i Vladimir oblast, var en rysk simmare och simtränare. Han tävlade för Sovjetunionen i de olympiska spelen 1968, 1972 och 1976 i 100 meter bröstsim, 200 meter bröstsim och 4 x 100 meter medley. Han vann en bronsmedalj  under OS i Mexico City 1968.